# Gród i Wieś
Gród i Wieś – polski miesięcznik nacjonalistyczny ukazujący się w 1936 r.. 
Inspiratorem powstania pisma był Stanisław Nycz, będący byłym współpracownikiem Romana Dmowskiego i ideologiem Stronnictwa Wielkiej Polski. Pismo, choć krótkotrwałe, zdaniem badacza Jarosława Tomasiewicza, było „na najlepszej drodze do wypracowania nader oryginalnej ideologii”. Na jego łamach głoszono prymat cywilizacji aryjskiej, antykomunizm, antysemityzm. Krytykowano kapitalizm z pozycji reakcjonistycznych. Poglądy redakcji były bliskie faszyzmowi. Adolfa Hitlera postrzegano jako „pierwszego męża stanu, który dał Niemcom myśl własną”, podczas gdy „przeciwżydowską akcję Hitlera” stawiano za wzór. Na łamach periodyku usprawiedliwiano tzw. noc długich noży.